# Rage de Charlotte
Stade
Le Rage de Charlotte était une équipe professionnelle de football américain en salle basée à Charlotte, en Caroline du Nord. Ils étaient membres de l'Arena Football League de 1992 à 1996. Ils ont disputé leurs matchs à domicile au Charlotte Coliseum de 1992 à 1994, puis à nouveau en 1996 et à l'Independence Arena (aujourd'hui le Bojangles Coliseum) en 1995. Ils appartenaient à Allen J Schwalb, Joanne Faruggia et l’ancien quarterback de la National Football League et de la United States Football League, Cliff Stoudt.

## Histoire
The Rage a été fondée le 10 octobre 1991 en tant qu'équipe d'expansion par le financier Allen J. Schwalb, qui a soutenu certains des plus gros blockbusters des années 1980, notamment Rambo, Rain Man, Moonstruck et Thelma & Louise. Ils ont participé aux saisons 1992–1996.
Ils sont surtout connus pour avoir recruté l'ancien offensive lineman des Bills de Buffalo, Joe DeLamielleure, qui n'a disputé qu'une poignée de matchs en 1992 avant de se retirer définitivement du football. Il était le seul membre du Pro Football Hall of Fame à avoir joué dans l'AFL, distinction qui s'est terminée en 2017 lorsque Kurt Warner, un vétéran de trois ans de l'AFL, a été intronisé,.

### Saison 1992
Le premier match de l'histoire de Charlotte se joue le 30 mai 1992 au Charlotte Coliseum contre le Night de La Nouvelle-Orléans et se termine par une victoire, 43-23. L'équipe est dirigée par Babe Parilli qui termine la saison avec un bilan de 3-7 et ne parvient pas à qualifier le Rage pour les playoffs. Charlotte aura cependant la meilleure moyenne de points permis de la saison avec 32, dû aux 3 points qu'ils ont permis à l'Attack de Sacramento lors de leur victoire 51-3 le 10 juillet 1992 (2ème score le plus bas de l'histoire).

### Saison 1993
Steve Patton est le nouvel entraîneur de Charlotte et il commence la saison par trois victoires d'affilée. Son bilan final sera de 6-6 avec une troisième place en conférence nationale synonyme de qualification pour les playoffs. Ils sont battus au premier tour par les Rattlers de l'Arizona sur le score de 49-56.

### Saison 1994
Troisième saison et troisième head coach différent. Galen Hall prend les rênes de l'équipe et les mène à un bilan final de 5-7. La troisième place en conférence nationale leur donne à nouveau un ticket pour les playoffs. Ce sont une fois de plus les Rattlers de l'Arizona, futurs champions de l'ArenaBowl VIII, qui leur barrent la route du tour suivant, leur infligeant une défaite 24-52.

### Saison 1995
Doug Kay est le quatrième entraîneur de Charlotte et il commence la saison par deux victoires contre les Firebirds d'Albany (51-49) et les Predators d'Orlando (41-38). Il n'a que trois autres victoires au cours de la saison et termine avec un bilan de 5-7. Malgré une deuxième place dans la division est de la conférence nationale, le Rage ne se qualifie pas pour les séries éliminatoires.

### Saison 1996
Cinquième et dernière saison de Charlotte et comme les autres années, un nouveau coach, Rick Buffington, prend la tête de l'équipe. Il réalise un bilan final de 5-9 et ne se qualifie pas pour les playoffs. Le Rage de Charlotte arrête ses activités à la fin de la saison.

## Saison par saison
| [ 21 ] | [ 21 ] | [ 21 ] | [ 21 ]       | [ 21 ]             |
| Saison | Bilan  | Pct.   | Playoffs     | Assistance moyenne |
| ------ | ------ | ------ | ------------ | ------------------ |
| 1992   | 3-7    | 0.300  | No playoffs  | 13,248             |
| 1993   | 6-6    | 0.500  | L-at Arizona | 7,383              |
| 1994   | 5-7    | 0.417  | L-at Arizona | 9,975              |
| 1995   | 5-7    | 0.417  | No playoffs  | 8,111              |
| 1996   | 5-9    | 0.357  | No playoffs  | 6,851              |

## Les joueurs
| Rage de Charlotte 1996 | Rage de Charlotte 1996 | Rage de Charlotte 1996     |
| Joueur                 | Position               | Université                 |
| ---------------------- | ---------------------- | -------------------------- |
| Les Barley             | FB/LB                  | Winston-Salem State (NC)   |
| Wilky Bazile           | DT,OL/DL               | Syracuse                   |
| Anthony Brenner        | K                      | East Carolina              |
| Keith Browner          | LB                     | USC                        |
| Darren Butler          | WR/DB,DB               | Alcorn State               |
| Darnell Cox            | WR/DB                  | Fayetteville State (NC)    |
| Alexander Davis        | WR/DB                  | Southern Connecticut State |
| Michael Davis          | OL/DL                  | North Texas                |
| Chris Drennan          | K                      | Nebraska                   |
| Johnny Eaton           | OL/DL                  | Eastern New Mexico         |
| Clemente Gordon        | QB                     | Grambling State            |
| Junior Green           | WR/DB                  | Pittsburgh                 |
| Brian Greene           | WR/DB                  | Western Oregon State       |
| Pierre Hixon           | WR/DB                  | Western Michigan           |
| Darren Hughes          | WR/DB,DB,WR            | Carson-Newman (TN)         |
| Eric Jennings          | WR/LB                  | Cal-Hayward                |
| Lee Johnson            | DT,OL/DL               | Missouri                   |
| Andy Kelly             | QB                     | Tennessee                  |
| Andre Langley          | WR/DB                  | Tennessee-Martin           |
| Greg Lewis             | WR/DB                  | Texas A&M                  |
| Chad Lindsey           | WR/LB                  | Cincinnati                 |
| Jeff Mayes             | WR/LB                  | Vanderbilt                 |
| Scott Miller           | G,DT,DT,OL/DL          | Rutgers                    |
| Otis Moore             | OL/DL,DT               | Clemson                    |
| Daniel Muldrow         | OL/DL                  | Fayetteville State (NC)    |
| Billy Owens            | DB                     | Pittsburgh                 |
| William Peebles        | OL/DL                  | Appalachian State          |
| Tom Porras             | QB                     | Washington                 |
| Chris Poston           | WR/DB                  | Gardner-Webb               |
| Michael Proctor        | QB                     | Murray State               |
| Reggie Robinson        | WR/DB                  | Taft College (CA)          |
| Rusty Russell          | T                      | South Carolina             |
| Robert Stewart         | OL/DL                  | Alabama                    |
| Cedric Walker          | DS                     | Stephen F Austin           |
| Riley Ware             | WR/DB                  | Western Kentucky           |
| Mike Washington        | FB/LB                  | Missouri                   |
| Dwayne Zackery         | DS                     | Bowie State (MD)           |
| John Zinser            | OL/DL                  | Pennsylvania               |

## Les entraîneurs
| Nom             | Terme | Saison régulière | Saison régulière | Saison régulière | Saison régulière | Playoffs | Playoffs |
| Nom             | Terme | G                | P                | N                | %                | G        | P        |
| --------------- | ----- | ---------------- | ---------------- | ---------------- | ---------------- | -------- | -------- |
| Babe Parilli    | 1992  | 3                | 7                | 0                | .300             | 0        | 0        |
| Steve Patton    | 1993  | 6                | 6                | 0                | .500             | 0        | 1        |
| Galen Hall      | 1994  | 5                | 7                | 0                | .417             | 0        | 1        |
| Doug Kay        | 1995  | 5                | 7                | 0                | .417             | 0        | 0        |
| Rick Buffington | 1996  | 5                | 9                | 0                | .357             | 0        | 0        |